# Abbazia di Windberg
L'abbazia di Windberg (in tedesco Kloster Windberg) è un monastero premostratense di Windberg in Bassa Baviera, Germania.

## Storia

### Prima fondazione

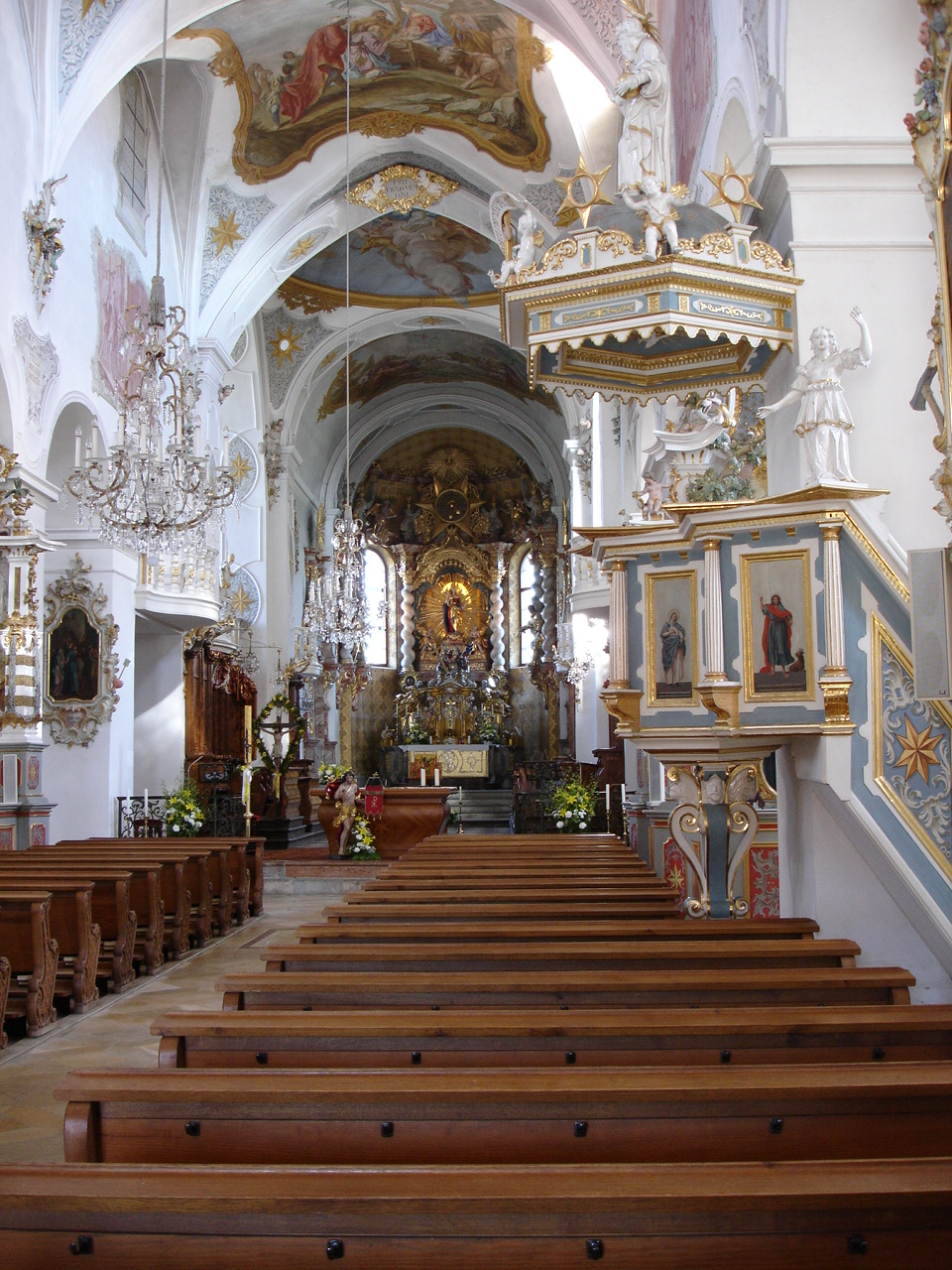
Interno della chiesa abbaziale.

L'abbazia di Windberg venne fondata dal conte Alberto I di Bogen con l'assistenza del vescovo Ottone di Bamberga sul sito della sede originaria dei conti di Bogen. Inizialmente non era una fondazione appositamente premostratense, ma vi venne trasferita una comunità già esistente tra il 1121 e il 1146. Il coro della chiesa fu dedicato il 21 e il 22 maggio 1142 da Heinrich Zdík, vescovo di Olmütz, in presenza del Conte Alberto. Il duca Vladislao II di Boemia assicurò la dotazione del monastero accordandogli le proprietà di Schüttenhofen (ora Sušice) e Albrechtsried.
Il monastero venne dedicato alla Vergine Maria e nel 1146 venne innalzato al rango di abbazia. Dopo l'ampliamento della chiesa abbaziale fu dedicata, il 28 novembre 1167, dall'abate premostratense di Leitomischl (ora Litomyšl) e da Johannes IV, vescovo di Olmütz.
L'abbazia venne secolarizzata e sciolta durante la secolarizzazione della Baviera nel 1803. La chiesa divenne parrocchia e la casa dell'abate residenza del clero parrocchiale. Gli edifici monastici passarono in proprietà privata e dal 1835 vennero utilizzati per una fabbrica di birra.

### Seconda fondazione
Nel 1923 venne ristabilita una comunità monastica premostratense proveniente dall'abbazia di Berne nei Paesi Bassi. Al 2005, 33 canonici premostratensi vivevano a Windberg.
L'abbazia di Roggenburg, vicino Neu-Ulm, è il priorato dell'abbazia di Windberg.

## Chiesa abbaziale
La chiesa è una basilica a tre navate con transetto, per gran parte risalente al XII secolo, e mostra influenze della abbazia di Hirsau. Il portale monumentale principale è particolarmente impressionante mentre quello nord è un po' più semplice. Il campanile, costruito nel XIII secolo, ha ricevuto la sua forma attuale di recente, nel 1750-1760.
L'altare maggiore barocco venne realizzato tra il 1735 e il 1740 e presenta una statua della Vergine Maria del 1650. Il pulpito è del 1674. Gli stucchi furono realizzati da Mathias Obermayr, che realizzò i quattro altari laterali.